# Casa Aloy Romaní
La Casa Aloy Romaní és una obra eclèctica de Capellades (Anoia) inclosa a l'Inventari del Patrimoni Arquitectònic de Catalunya.

## Descripció
Es tracta d'un edifici residencial entre mitgeres, situat al passeig Miquel i Mas, 10, que antigament corresponia al passeig Immaculada Concepció, 53-55. El 1889 el propietari era Jaume Aloy.
Casa de dos pisos acabada en terrat. A la planta baixa presentava 2 portes i 3 finestres i al primer i segon pis dos balcons que centren una finestra. Els arcs de totes les obertures són rebaixats i són destacables les mènsules amb palmetes situada sota els balcons i sota la cornisa de sota el terrat. Damunt els dos balcons del pis superior hi ha 2 corrioles de ferro forjat. Sota la finestra del primer pis hi ha la data "1885".